# Alisha Weir
Alisha Weir (Dublín, 26 de septiembre de 2009) es una actriz y cantante irlandesa. Comenzó su carrera en el teatro y saltó a la fama cuando interpretó a Matilda Wormwood en la película Matilda, de Roald Dahl: el musical (2022). También es conocida por su papel principal en la película de terror Abigail (2024).

## Biografía
Alisha Weir nació en Dublín (Irlanda) el 26 de septiembre de 2009, y creció en el suburbio de Knocklyon, al sur de Dublín. Durante su infancia asistió a la escuela Our Lady's School. Sus dos hermanas mayores asistieron a clases de teatro, a las que Weir se unió cuando tuvo edad suficiente.
Su primer papel en la actuación fue en el musical Once en el Teatro Olympia de Dublín en 2017, donde interpretó el personaje de Ivanka. Ese mismo año interpretó la canción «True Colors» de Justin Timberlake en el Late Late Toy Show. Hizo su debut cinematográfico en la película de terror Don't Leave Home de 2018 y su debut televisivo como Laura en el drama criminal Darklands en 2019. También ha aparecido en producciones teatrales como las versiones musicales de Annie, El mago de Oz y Oliver!.
Weir tenía once años cuando fue elegida para interpretar a Matilda Wormwood en la adaptación cinematográfica de Matilda the Musical para Netflix, y tenía trece cuando se estrenó la película en la Navidad de 2022. En 2023 formó parte del elenco de protagonistas de la película Wicked Little Letters, dirigida por Thea Sharrock a partir de un guion de Jonny Sweet, basada en una historia real.
En 2024 interpretó el papel principal en la película de terror Abigail, que se estrenó el 19 de abril de 2024. Aprendió ballet para el papel y realizó sus propias acrobacias sin necesidad de especialistas. Frank Scheck de The Hollywood Reporter calificó su actuación de «fascinante» y «tan aterradora y sardónicamente divertida como la diminuta chupasangre, que Béla Lugosi debe estar revolcándose en su tumba por los celos».
Weir prestará su voz al papel principal de la película animada The Land of Onces junto con Jessica Henwick y Ewan McGregor.
En abril de 2024 fue incluida en la lista 30 Under 30 de la revista Forbes.

## Vida personal
Vive con sus padres en Knocklyon en el Condado de Dublín Sur.

## Filmografía
| Año       | Título                             | Papel            | Notas                 | Ref.   |
| --------- | ---------------------------------- | ---------------- | --------------------- | ------ |
| 2018      | Don't Leave Home                   | Siobhan Callahan |                       |        |
| 2018      | Day Out                            | Rachael          | Cortometraje          |        |
| 2019      | Darklands                          | Laura            | 5 episodios           |        |
| 2020      | ¡Upsss! 2 ¿Y ahora dónde está Noé? | Primrose (voz)   | Película de animación |        |
| 2022      | Matilda, de Roald Dahl: el musical | Matilda Wormwood | Película musical      | [ 7 ]  |
| 2022-2023 | Fia's Fairies                      | Fia (voz)        | Serie de animación    | [ 15 ] |
| 2023      | Pequeñas cartas indiscretas        | Nancy Gooding    |                       | [ 8 ]  |
| 2024      | Abigail                            | Abigail          |                       | [ 16 ] |
| 2024      | Buffalo Kids                       | Mary (voz)       | Película de animación | [ 17 ] |
| 2025      | The Land of Sometimes              | Elise (voz)      | Película de animación | [ 13 ] |

## Musicales
| Año  | Título        | Papel    | Teatro                                | Ref.   |
| ---- | ------------- | -------- | ------------------------------------- | ------ |
| 2017 | Once          | Ivanka   | Teatro Olympia de Dublín              | [ 18 ] |
| 2017 | Annie         | Molly    | Sala Nacional de Conciertos de Dublín | [ 19 ] |
| 2018 | El mago de Oz | Munchkin | Sala Nacional de Conciertos de Dublín | [ 11 ] |
| 2019 | Oliver!       | Chorus   | Sala Nacional de Conciertos de Dublín | [ 10 ] |

## Premios y nominaciones
| Año  | Premio                                 | Categoría                                     | Trabajo nominado    | Resultado | Ref.   |
| ---- | -------------------------------------- | --------------------------------------------- | ------------------- | --------- | ------ |
| 2022 | Círculo de Críticos de Cine de Dublín  | Actriz revelación irlandesa                   | Matilda the Musical | Ganadora  | [ 20 ] |
| 2023 | Círculo de Críticos de Cine de Londres | Actriz británica / irlandesa del año          | Matilda the Musical | Nominada  | [ 21 ] |
| 2023 | Irish Film & Television Awards         | Actriz protagonista - película                | Matilda the Musical | Nominada  | [ 22 ] |
| 2024 | Fangoria Chainsaw Awards               | Mejor actriz de reparto                       | Abigail             | Nominada  | [ 23 ] |
| 2025 | Premios de la Crítica Cinematográfica  | Mejor intérprete joven                        | Abigail             | Nominada  | [ 24 ] |
| 2025 | Premios Saturn                         | Mejor interpretación de un actor/actriz joven | Abigail             | Nominada  | [ 25 ] |